# لین چونگ
لین چونگ شخصیتی خیالی در داستان یاغیان مردابها است. نامش در بعضی اقتباس‌های بعدی لین چانگ ذکر شده، از جمله در سریال جنگجویان کوهستان.